# Sebespurkerec
Sebespurkerec (románul: Purcăreți) falu Romániában, Erdélyben, Fehér megyében.

## Fekvése
Rekitta közelében fekvő település.

## Története
Sebespurkerec korábban Rekitta része volt 1910-ben 421 román lakossal; 1913-ban vált önálló településsé. A Dicţionarul említette, de adatokat nem közölt, vélhetően Rekittánál tartja nyilván.
1930-ban 552, 1941-ben 558 román lakosa volt. 1956-ban különvált tőle Plaintelep. 1966-ban 423, 1977-ben 420, 1992-ben 385 román lakosa volt, 2002-ben pedig 333 román lakost számoltak össze itt.